# In-flight Entertainment

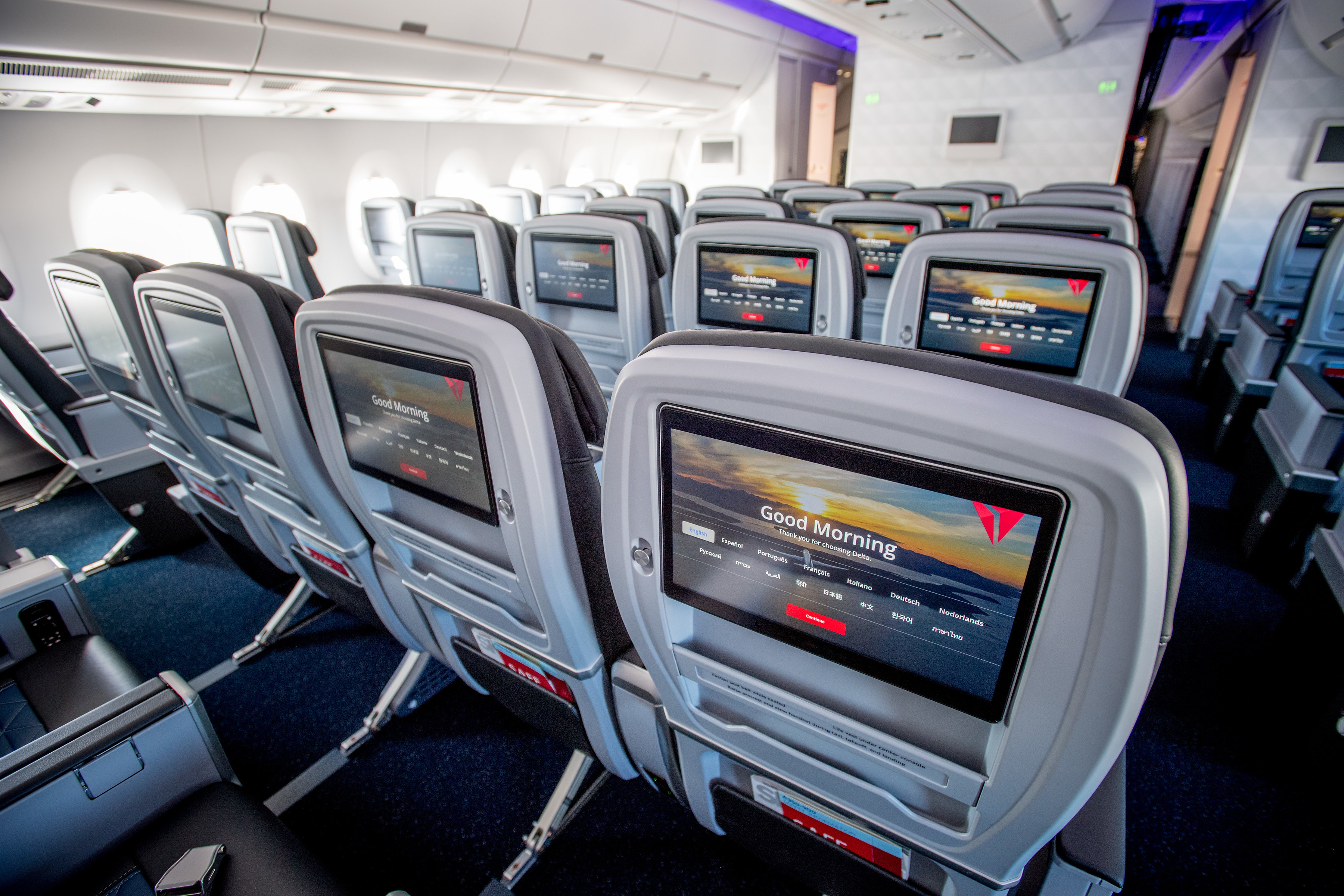
Kabine des Airbus A350 mit Bildschirmen des In-flight Entertainment (2017)

In-flight Entertainment oder auch Inflight Entertainment (kurz IFE), deutsch Bordunterhaltung, ist der Überbegriff der Unterhaltung durch elektronische Geräte, die Passagieren eines Verkehrsflugzeuges während der Flugreise zur Verfügung steht.

## Geschichtliche Entwicklung

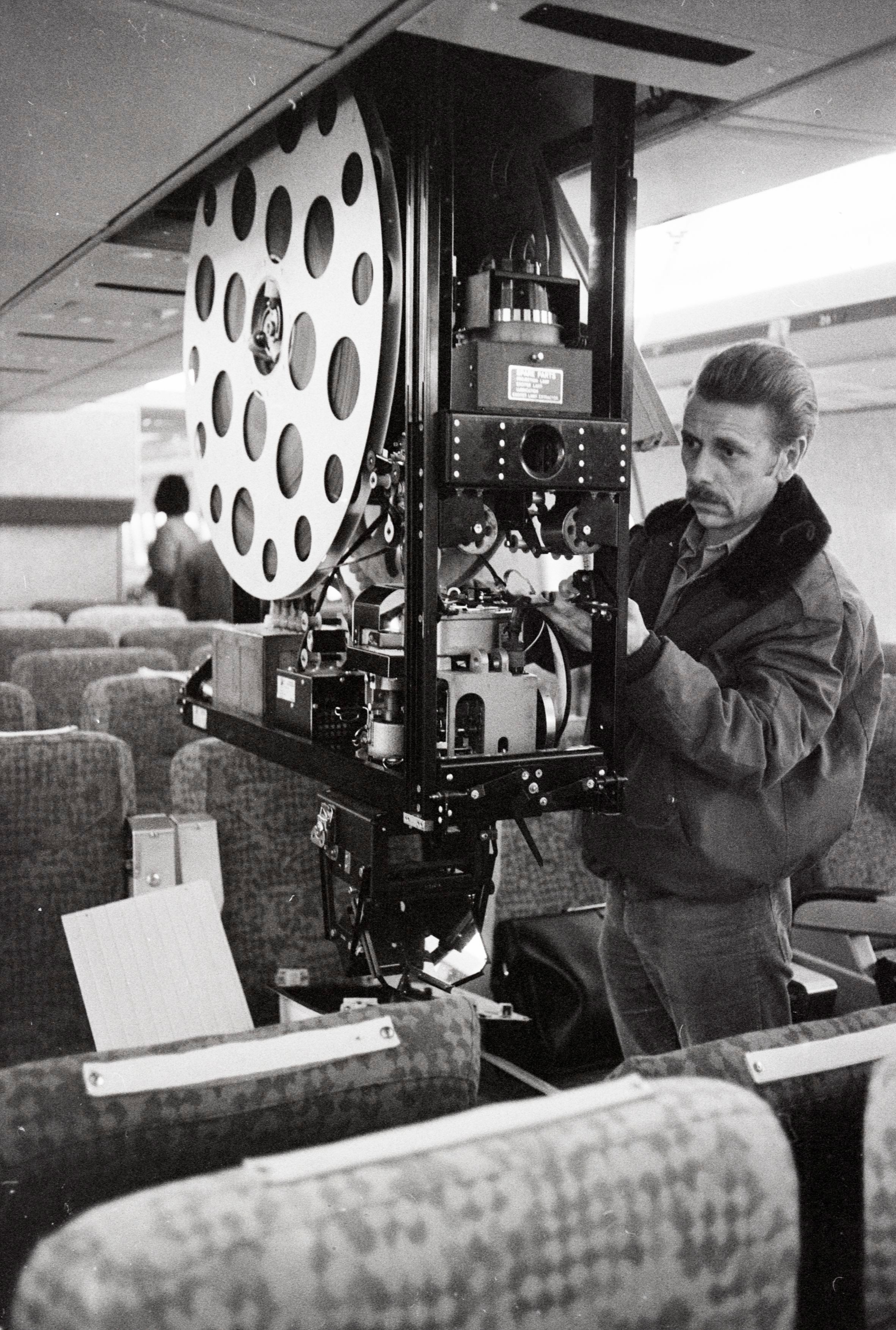
Ein Filmprojektor in einer Boeing 747 der Swissair wird vorbereitet (1972)

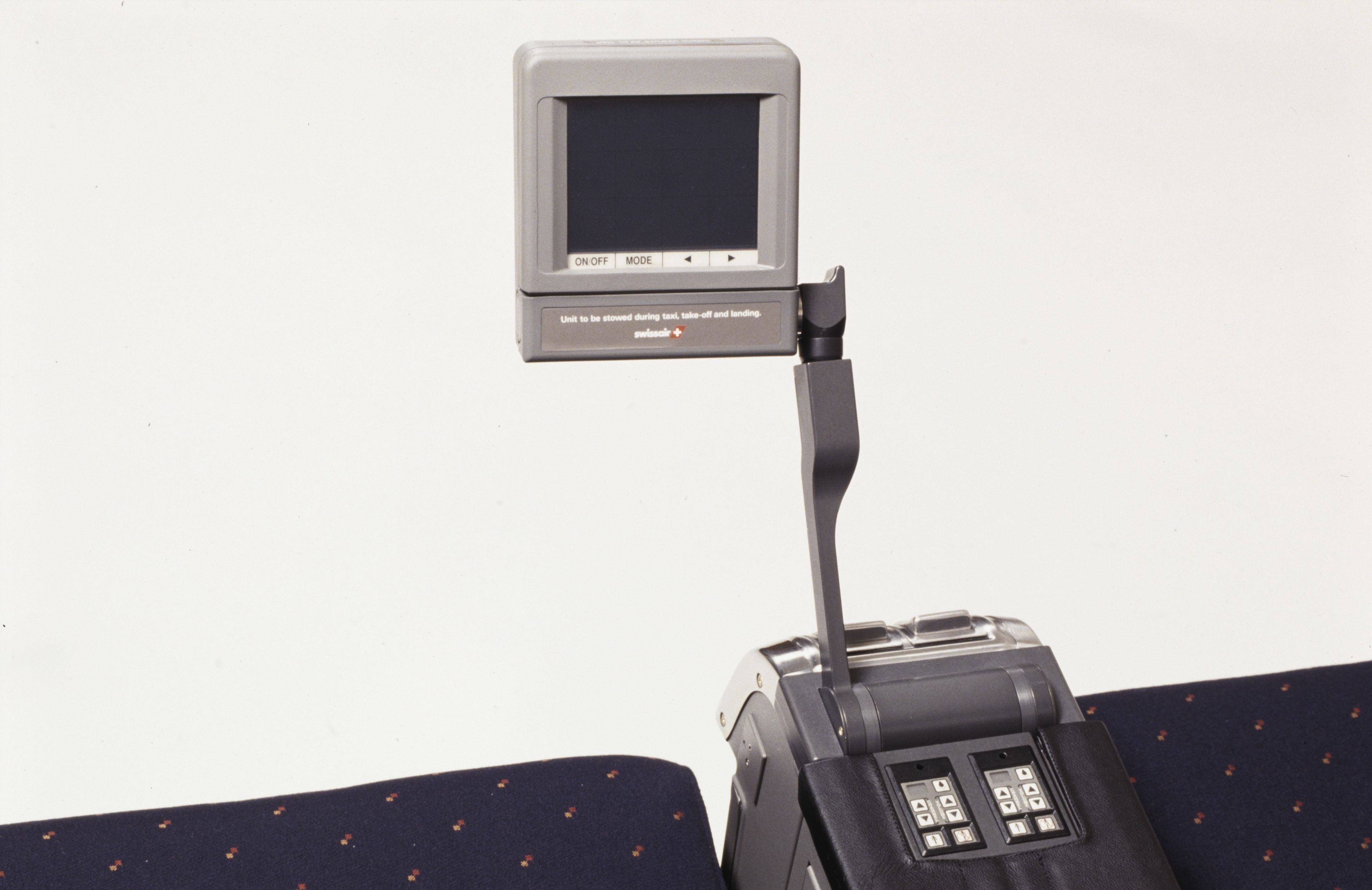
In die Armlehne integrierter, ausklappbarer Bildschirm in einer MD-11, 1998

Am 26. April 1970 war bei der Lufthansa erstmals auf einer Langstrecke ein auf Leinwand projizierter Film zu sehen. Die erste Fluggesellschaft, die „Personal Television“ (kurz PTV) in der Economy Class einsetzte, war Virgin Atlantic 1991.

## Formen
Eine verbreitete Form sind aus der Decke respektive der Gepäckablage ausfahrenden Flachbildschirme. Der Ton wird dabei nicht über die Kabinenlautsprecher, sondern über Kopfhörerbuchsen an den einzelnen Sitzen ausgegeben. Hierbei sind zwei nebeneinander liegende Klinkenbuchsen bzw. -stecker (3,5 mm) gebräuchlich. Allerdings lassen sich häufig auch die sonst gebräuchlichen Kopfhörer bzw. Kopfsprechhörer mit nur einem Stecker anschließen.
Inzwischen sind Langstreckenflugzeuge häufig mit PTV ausgestattet. Diese individuellen Bildschirme befinden sich an der Rückseite des Vordersitzes oder (falls kein Vordersitz vorhanden ist) an der Wand oder zum Einklappen in die Armlehne. Verschiedene Systeme kommen zum Einsatz. Bei DirecTV werden die auf dem Boden empfangbaren Fernsehkanäle live übertragen.
Bei abrufbarer Musik und abrufbaren Videos kann der Passagier auf seinem eigenen Monitor zwischen mehreren Filmen und Sendungen wählen, deren Anfangszeit er frei bestimmen kann. Diese heutzutage bei großen Fluggesellschaften auf Langstreckenflügen verbreitete Form der Bordunterhaltung umfasst neben teils hochauflösenden berührungsempfindlichen Bildschirmen in allen Beförderungsklassen die Möglichkeit, eigene Geräte beispielsweise per USB an das einzelne AVOD-System anzuschließen und so eigene Medien über den persönlichen Monitor wiederzugeben. Moderne AVOD-Systeme bieten dem Passagier umfangreiche Informationen zum Flug, beispielsweise die Möglichkeit der Echtzeitverfolgung auf einer interaktiven Landkarte. Neben einer Filmauswahl lassen sich über AVOD auch Spiele zusammen mit anderen Passagieren des Fluges spielen, z. B. bei Emirates. Zudem können Informationen zur Bordverpflegung abgerufen werden oder mit einem anderen Passagier des Fluges gechattet werden, zum Beispiel in der neuen Kabine von Air France.
Während auf Kurz- und Mittelstrecken PTV nur bei sehr wenigen Fluggesellschaften, wie zum Beispiel bei Air Canada in den Embraer 190 oder bei Qatar Airways im Airbus A320, angeboten wird, sind jedoch oft herunterklappbare LC-Bildschirme üblich, die neben der aktuellen Position, dargestellt auf einer Landkarte, oft auch Filme zeigen. Alternativ bieten einige Fluggesellschaften den Fluggästen an, Medien über WLAN mit einer App und/oder dem Webbrowser auf ihren eigenen Smartphones abzurufen.